# Scooby-Doo : Aventures en Transylvanie
Série
Scooby-Doo et la Folie du catch
(2014) Scooby-Doo et le Monstre de l'espace
(2015)
Pour plus de détails, voir Fiche technique et Distribution.
Scooby-Doo : Aventures en Transylvanie (Scooby-Doo! Frankencreepy) est un film d'animation américain réalisé par Paul McEvoy, sorti directement en vidéo en 2014. 
C'est le 23e long métrage la série de films avec Scooby-Doo produite par Warner Bros. Animation.

## Synopsis
Héritière de la famille von Dinkenstein, Véra devient propriétaire non seulement d'un vieux château effrayant, situé dans une bourgade de culture transylvaine en Pennsylvanie, mais également de la légende du célèbre monstre Frankenflippant ! La bande, qui a consacré sa vie à prouver que les fantômes et autres goules ne sont que des canulars, décide de s'y rendre, au mépris des conseils d'un fantôme rencontré lors de l'explosion de la Mystery Machine. Hypnotisée par une ancienne machine du baron von Dikenstein, Véra va tout faire pour redonner vie au monstre et prouver l'existence des créatures surnaturelles.

## Fiche technique
- Titre : Scooby-Doo : Aventures en Transylvanie
- Titre original : Scooby-Doo! Frankencreepy
- Réalisation : Paul McEvoy
- Scénario : Jim Krieg d’après l’œuvre de Mary Shelley : Frankeinstein
- Musique : Andy Sturmer
- Edition : Kyle Stafford
- Production : Sam Register, Paul McEvoy
- Société de production : Warner Bros. Animation, Hanna-Barbera Productions (que de nom)[2]
- Société de distribution : Warner Home Video
- Pays : États-Unis
- Langue : anglais
- Format : couleur
- Genre : Animation, aventure et comédie horrifique
- Durée : 72 minutes
- Dates de sortie :
  - États-Unis : 19 août 2014 (sortie nationale)
  - France :  15 octobre 2014

## Distribution

### Voix originales
- Frank Welker : Scooby-Doo / Fred Jones
- Matthew Lillard : Sammy Rogers
- Mindy Cohn : Véra Dinkley
- Grey DeLisle : Daphné Blake
- Kevin Michael Richardson : Mr. Cuthbert Crawls
- Diedrich Bader : Mrs. Vanders
- Dee Bradley Baker : Bergermeister/ C.L. Magnus
- Candi Milo : Lila
- Corey Burton : Ghost of the Baron (Fantôme du baron)
- Fred Tatasciore : Frankencreep
- Susanne Blakeslee : Townswoman (Villageoise)
- Eric Bauza : Rock Dude

### Voix françaises
- Éric Missoffe : Sammy Rogers / Scooby-Doo
- Mathias Kozlowski : Fred Jones
- Céline Melloul : Daphné Blake
- Caroline Pascal : Véra Dinkley
- Jean-Claude Donda : Iago / Smithla, agent du FBI
- Patrice Dozier : Mrs. Vanders

## Sortie vidéo (France)
Le téléfilm est sorti sur le support DVD en France :
- Scooby-Doo! Aventures en Transylvanie (DVD-9 Keep Case) sorti le 15 octobre 2014 édité par Warner Bros. Entertainment et distribué par Warner Home Vidéo France. Le ratio écran est en 1.78:1 panoramique 16:9. L'audio est en Français, Anglais, Espagnol, Polonais, Grec et Roumain 2.0 et 5.1 Dolby Digital avec sous-titres en français, néerlandais, polonais, roumains et anglais pour sourds et malentendants. En supplément deux dessins animés vintages : "Un troupeau de fantômes galopants" et "Une sorcière en détresse". La durée du film est de 71 minutes. Il s'agit d'une édition Zone 2 Pal[3].